# Macrozafra
Macrozafra is een geslacht van weekdieren uit de klasse van de Gastropoda (slakken).

## Soorten
- Macrozafra cophinodes (Suter, 1908)
- Macrozafra enwrighti Powell, 1940
- Macrozafra formosa Marwick, 1943 †
- Macrozafra mariae Powell, 1940
- Macrozafra nodicincta (Suter, 1899)
- Macrozafra pliocenica C. A. Fleming, 1943 †
- Macrozafra subabnormis (Suter, 1899)
- Macrozafra vivens (Powell, 1934)